# Karel Čurda
Karel Čurda (10. října 1911 Nová Hlína u Třeboně – 29. dubna 1947 Praha) byl československý voják, za druhé světové války příslušník výsadku Out Distance a konfident gestapa. Měl hlavní podíl na odhalení úkrytu parašutistů z výsadků Anthropoid a Silver A a jejich následné smrti. Po válce byl souzen a popraven.

## Mládí a začátek války
Byl nejmladší z šesti dětí, vychodil obecnou a měšťanskou školu, živil se jako dělník. V roce 1933 nastoupil povinnou vojenskou službu k 29. pěšímu pluku, absolvoval poddůstojnické kurzy a zůstal jako délesloužící. V roce 1936 se stal zástupcem velitele čety v poddůstojnické škole. V roce 1938 byl z armády propuštěn a sloužil ve finanční stráži. V červnu 1939 utekl do Polska, v Malých Bronowicích se setkal s Janem Kubišem a Josefem Gabčíkem. V srpnu téhož roku se dostal do Francie, kde byl přijat do cizinecké legie. Do bojů kvůli rychlé porážce Francie už nezasáhl. V červenci 1940 unikl lodí do Anglie.

## Anglie, výsadek
V Anglii byl zařazen k automobilové rotě a přihlásil do výcviku pro speciální úkoly. Od září 1941 absolvoval výcvik a v lednu 1942 byl zařazen do skupiny Out Distance. Jako parašutista byl 27. března 1942 vysazen na území Protektorátu Čechy a Morava spolu s dalšími členy skupiny Opálkou a Kolaříkem. Po přistání se skupina zhroutila zraněním Opálky, částečným prozrazením a sebevraždou obklíčeného Kolaříka, ztrátou veškerého materiálu. Úkryt Opálka a Čurda hledali v Praze. V druhé polovině dubna se podílel na přípravách a realizaci operace Canonbury, leteckém útoku RAF na plzeňskou Škodovku.

## Zrada
Dne 27. května 1942 se Čurda vypravil za svou sestrou do Kolína, kde se dozvěděl o atentátu na Reinharda Heydricha. Podařilo se mu vlakem vrátit do Prahy a noc strávil v úkrytu u Jindřicha Bautze a Josefy Bautzové (též Baucovi) v jejich bytě v Nuslích v Lumírově ulici čp. 601/11. Dne 28. května 1942 se vydal za matkou do obce Nová Hlína, kde se schovával v čp. 12. Psychický tlak matky a sestry a každodenní seznamy popravených v novinách způsobily, že nevydržel. Rozhodl se nejprve 13. června poslat na četnickou stanici v Benešově anonymní udání, které však zůstalo bez odezvy. A tak 16. června vyrazil do Prahy vyhledat spolubojovníky, které v krycím bytě rodiny Svatošových nenašel. Jak v říjnu 1942 vyprávěl Josef Svatoš svému spoluvězni v Malé pevnosti Terezín Václavu Krupkovi, u Svatošů působil Karel Čurda roztřeseným dojmem, kouřil jednu cigaretu za druhou a neustále se vykláněl z okna. Josef Svatoš ho musel dokonce napomenout, ať toho nechá, aby tím nepřitáhl nežádoucí pozornost. Čurda na Svatošových vyzvídal, kde jsou ostatní parašutisté, a když se to od nich nedozvěděl, vydal se do Bredovské ulice (dnes ulice Politických vězňů) na gestapo. Byl předveden k Heinzi Janturovi. Přiznal se, že je parašutista, a ptal se, kdy bude zastřelen. Identifikoval aktovku vystavenou u firmy Baťa, udal jména parašutistů, s nimiž byl shozen, a jména osob, kteří jim pomáhali. To rozpoutalo vlnu zatýkání v Praze, Plzni a na Pardubicku, přičemž výslechy nakonec vedly k prozrazení úkrytu parašutistů v kostele sv. Cyrila a Metoděje.

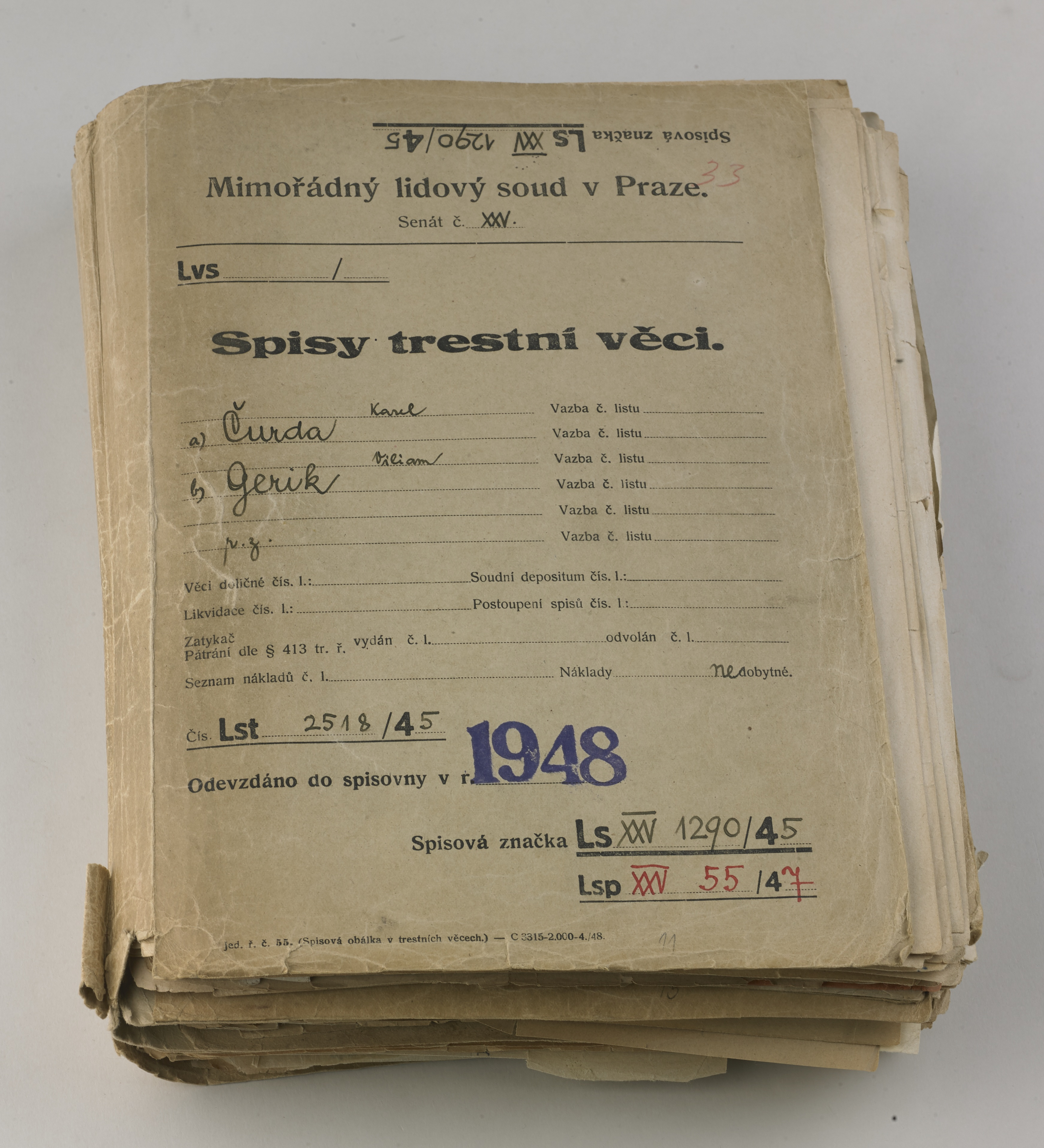
Spisy z procesu s Karlem Čurdou a Viliamem Gerikem u Mimořádného lidového soudu v Praze v roce 1945.

Karla Čurdu přivedli nacisté k otvoru do krypty, aby parašutisty přiměl vzdát se. Na jeho výzvu „Kamarádi, vzdejte se! Nic se vám nestane! Mně se také nic nestalo“ odpověděli palbou. Po téměř sedmihodinovém boji identifikoval Karel Čurda a Viliam Gerik mrtvá těla parašutistů, která byla vynesena a položena na chodník na rohu Václavské a Resslovy ulice.
Čurdovy informace přispěly k likvidaci členů paraskupiny Silver A, k zatčení a povraždění desítek odbojářů na Pardubicku a v Ležákách. Pražské gestapo jej později využívalo jako agenta-provokatéra, kdy se prohlašoval za parašutistu a předstíral snahu ukrývat se. Karel Čurda má hlavní vinu na tragickém osudu paraskupiny Antimony a na zatčení Františka Pospíšila ze skupiny Bivouac. Už coby spolupracovník gestapa se rozešel s Karolínou Jirákovou, s níž měl dítě (narodilo se osm měsíců po jeho odchodu z protektorátu). Přijal německou národnost, změnil si jméno na Karl Jerhot a oženil se s Němkou, Marií Bauer (roz. Späcker), švagrovou úředníka gestapa.
Z Čurdy se později stal alkoholik, pročež ho gestapo využívalo čím dál tím méně.

## Zatčení, smrt
Po konci války se Čurda přihlásil 15. května 1945 na četnické stanici v Manětíně. Údajně pronesl: "Co má přijít, ať přijde." Byl zatčen, později odsouzen k trestu smrti a 29. dubna 1947 společně s Viliamem Gerikem oběšen v Pankrácké věznici. Čurda ve svém závěrečném prohlášení odmítl žádat o milost. Jeho žena a syn byli odsunuti do Rakouska.

## Odraz v kultuře
- Postavu Karla Čurdy alias Vrbase ztvárnil v Sequensově filmu Atentát z roku 1964 herec Josef Vinklář.
- Miloš Doležal zpracoval téma Čurdovy zrady v dokumentární povídce s názvem Čurda / Vrbas / Jerhot / Čurda - příběh parašutisty, která vyšla v jeho knize Čurda z hlíny - Tři dokumentární povídky z protektorátu. Brno: Host, 2019.